# Hylocryptus rectirostris
Hylocryptus rectirostris là một loài chim trong họ Furnariidae.